# بورصة لندن للمعادن
بورصة لندن للمعادن (ملاحظة 1) هي بورصة لتداول العقود الآجلة في مجال المعادن والفلزات؛ وهي الأكبر على مستوى العالم في هذا المجال.
تتيح بورصة لندن للمعادن تواريخ انتهاء صلاحية مختلفة حسب نوع العقود.